# Михайличенко Гнат Васильович
Гна́т Васи́льович Михайличе́нко (літературний псевдонім Ігна́тій Миха́йлич; 27 вересня [9 жовтня] 1892, Миропілля, Суджанський повіт, курська губернія, Російська імперія — 8 [21] листопада 1919, Київ, Київська губернія) — український письменник і політичний діяч, член Центральної Ради.

## Біографія
Народився 27 вересня (9 жовтня) 1892 року в селянській родині в селі Студенок Суджанського повіту Курської губернії, нині у складі села Миропілля Сумського району Сумської області.
Навчався в 1908—1912 роках у Харківському хліборобському училищі, звідки за зв'язки з есерами його перевели до Московського хліборобського училища. Живучи в Москві, надалі навчався в університеті Шанявського. Уже 1914 року Михайличенка мобілізовано до армії, з фронту втік, перебував на нелегальному становищі. Уже 1916 року за належність до харківської організації лівих есерів військовий суд засудив його до шести років каторги (яку замінили на заслання) і довічного поселення в Сибіру. Кару відбував у с. Тулуп'єму Нижньоудинського повіту Іркутської губернії.
Після Лютневої революції 1917 року повернувся в Україну. Був одним із лідерів Української партії соціалістів-революціонерів (боротьбистів). Від лютого до квітня 1919 року входив до колегії Київської ГубЧК.
Очолював з 12 травня по 3 липня 1919 року Народний комісаріат освіти УСРР.
Співредактор (разом із Михайлем Семенком) першого числа літературно-мистецького тижневика «Мистецтва».
У травні-липні 1919 року воював на Західному фронті. Коли наприкінці серпня 1919 року війська Добровольчої армії зайняли Київ, перейшов на підпільне становище. Уже 8 (21) листопада 1919 року Михайличенка заарештувала, разом із Василем Чумаком, денікінська контррозвідка за участь в організації повстання проти білогвардійців на Київщині, відтак Михайличенка розстріляв конвой під час спроби втечі. Після того як у грудні в Києві встановлено радянську владу, в районі Лук'янівського кладовища було знайдено декілька закопаних тіл, серед яких були Михайличенко, Чумак. Поховано Михайличенка 29 грудня 1919 року в братській могилі на території Аносовського садка (нині парк Вічної Слави, поховання зруйновано 1933 року внаслідок зсуву ґрунту).

## Творчість
Писав вірші з 1911 року, прозу з 1915 року. Автор «Блакитного роману» (Харків, 1921) — одного з найтаємничіших творів в українській літературі. Надзвичайна крайня ліричність, символічний динамізм стали предтечею для усіх експериментів в українській поезії в прозі в XX столітті. Також є автором повісти «Історія одного замаху (Історична повість з життя українських революціонерів до революції)» (Одеса, 1918), збірки «Новелі» (Харків, 1922), віршів. З передмовою і за редакцією Михайличенка вийшла посмертна збірка оповідань Андрія Заливчого «З літ дитинства» (Київ, 1919).
В Україні біографію та творчість поета досліджував сумський краєзнавець і журналіст Геннадій Петров (1936–1996). Йому вдалося встановити точну дату й місце народження Михайличенка.

## Увічнення пам'яті
У 1928–1938 роках вулиця Пилипа Орлика в Києві називалася на честь Гната Михайличенка.